# Élections législatives de 1919 dans la Sarthe
Les élections législatives de 1919 ont eu lieu le 16 novembre.

## Résultats à l'échelle du département[1]
| Liste          | Liste                                  | Moyenne        | %       | Sièges | Candidat                     | Candidat                  | Tendance | Voix   | %     |
| -------------- | -------------------------------------- | -------------- | ------- | ------ | ---------------------------- | ------------------------- | -------- | ------ | ----- |
|                | Liste d'Entente nationale républicaine | 37 934         | 47,79   | 4      |                              | Gaston Galpin             | FR       | 39 959 | 50,34 |
|                | Liste d'Entente nationale républicaine | 37 934         | 47,79   | 4      | Alain Albert Leret d'Aubigny | FR                        | 39 603   | 49,89  |       |
|                | Liste d'Entente nationale républicaine | 37 934         | 47,79   | 4      | Ernest Fouché                | FR                        | 37 181   | 46,84  |       |
|                | Liste d'Entente nationale républicaine | 37 934         | 47,79   | 4      | Alain de Rougé               | FR                        | 37 169   | 46,82  |       |
|                | Liste d'Entente nationale républicaine | 37 934         | 47,79   | 4      | Tondeur-Scheffler            | FR                        | 35 757   | 45,05  |       |
|                |                                        |                |         |        |                              |                           |          |        |       |
|                | Liste d'Union du Parti républicain     | 25 293         | 31,86   | 1      |                              | Maurice Pierre Louis Ajam | PRRRS    | 26 786 | 33,74 |
|                | Liste d'Union du Parti républicain     | 25 293         | 31,86   | 1      | Bouffard                     | PRRRS                     | 24 740   | 31,17  |       |
|                | Liste d'Union du Parti républicain     | 25 293         | 31,86   | 1      | Cacaud                       | PRRRS                     | 24 611   | 31,00  |       |
|                | Liste d'Union du Parti républicain     | 25 293         | 31,86   | 1      | Jean Auguste Montigny        | PRRRS                     | 25 996   | 32,75  |       |
|                | Liste d'Union du Parti républicain     | 25 293         | 31,86   | 1      | Souchard                     | PRRRS                     | 24 333   | 30,65  |       |
|                |                                        |                |         |        |                              |                           |          |        |       |
|                | Liste du parti socialiste (S.F.I.O)    | 12 577         | 15,84   | 0      |                              | Barbin                    | SFIO     | 13 545 | 17,06 |
|                | Liste du parti socialiste (S.F.I.O)    | 12 577         | 15,84   | 0      | Heuze                        | SFIO                      | 12 320   | 15,52  |       |
|                | Liste du parti socialiste (S.F.I.O)    | 12 577         | 15,84   | 0      | Gasnot                       | SFIO                      | 12 644   | 15,93  |       |
|                | Liste du parti socialiste (S.F.I.O)    | 12 577         | 15,84   | 0      | Allonneau                    | SFIO                      | 12 071   | 15,21  |       |
|                | Liste du parti socialiste (S.F.I.O)    | 12 577         | 15,84   | 0      | Loineau                      | SFIO                      | 12 305   | 15,50  |       |
|                |                                        |                |         |        |                              |                           |          |        |       |
| Inscrits       | Inscrits                               | Inscrits       | 115 782 | 100,00 |                              |                           |          |        |       |
| Votants        | Votants                                | Votants        | 83 144  | 71,81  |                              |                           |          |        |       |
| Abstentions    | Abstentions                            | Abstentions    | 32 638  | 28,19  |                              |                           |          |        |       |
| Blancs et nuls | Blancs et nuls                         | Blancs et nuls | 3 765   | 4,53   |                              |                           |          |        |       |
| Exprimés       | Exprimés                               | Exprimés       | 79 379  | 95,47  |                              |                           |          |        |       |